# París-Roubaix 1970
La París-Roubaix 1970 fou la 68a edició de la París-Roubaix. La cursa es disputà el 12 d'abril de 1970 i fou guanyada pel belga Eddy Merckx, que s'imposà en solitari, en l'arribada a Roubaix. Els 5' 21" de diferència entre Eddy Merckx i Roger de Vlaeminck, segon a la meta, és la major diferència entre el primer i el segon en la història de la cursa.

## Classificació final
|    | Ciclista            | Equip                | Temps      |
| -- | ------------------- | -------------------- | ---------- |
| 1  | Eddy Merckx         | Faemino              | 6h 23' 15" |
| 2  | Roger de Vlaeminck  | Flandria-Mars        | + 5' 21"   |
| 3  | Eric Leman          | Flandria-Mars        | + 5' 29"   |
| 4  | André Dierickx      | Flandria-Mars        | m. t.      |
| 5  | Walter Godefroot    | Salvarani            | + 7' 07"   |
| 6  | Frans Verbeeck      | Geens-Watney-Diamant | m. t.      |
| 7  | Jan Janssen         | Bic                  | m. t.      |
| 8  | Roger Rosiers       | Bic                  | m. t.      |
| 9  | Gerben Karstens     | Peugeot-Michelin-BP  | + 8' 05"   |
| 10 | Jean-Pierre Monséré | Flandria-Mars        | m. t.      |